# La Neuville-lès-Bray
La Neuville-lès-Bray és un municipi francès situat al departament del Somme i a la regió de Nord - Pas de Calais - Picardia. L'any 2007 tenia 274 habitants.

## Demografia

### Població

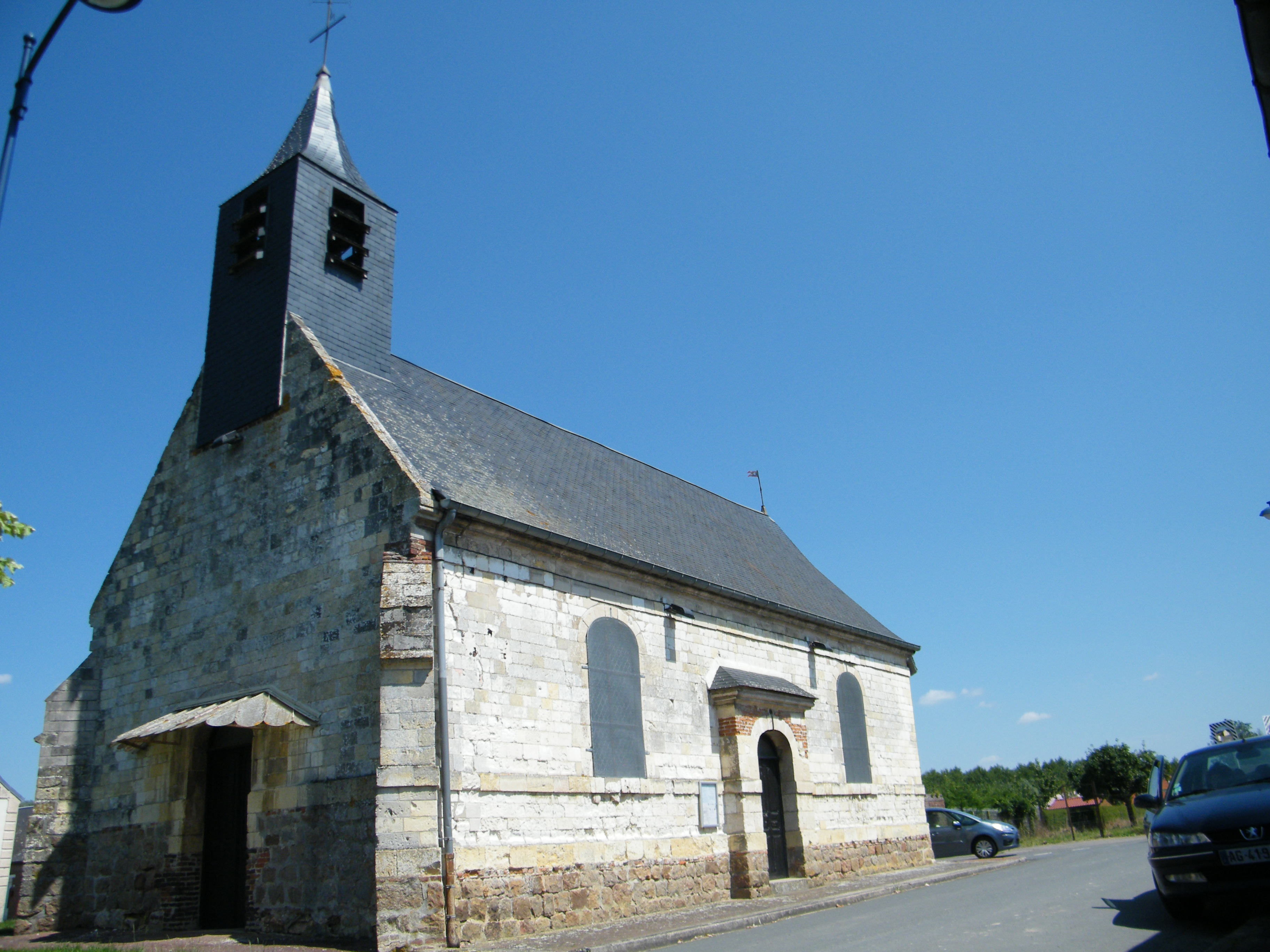

El 2007 la població de fet de La Neuville-lès-Bray era de 274 persones. Hi havia 120 famílies de les quals 24 eren unipersonals (12 homes vivint sols i 12 dones vivint soles), 52 parelles sense fills, 40 parelles amb fills i 4 famílies monoparentals amb fills.
La població ha evolucionat segons el següent gràfic:
Habitants censats

### Habitatges

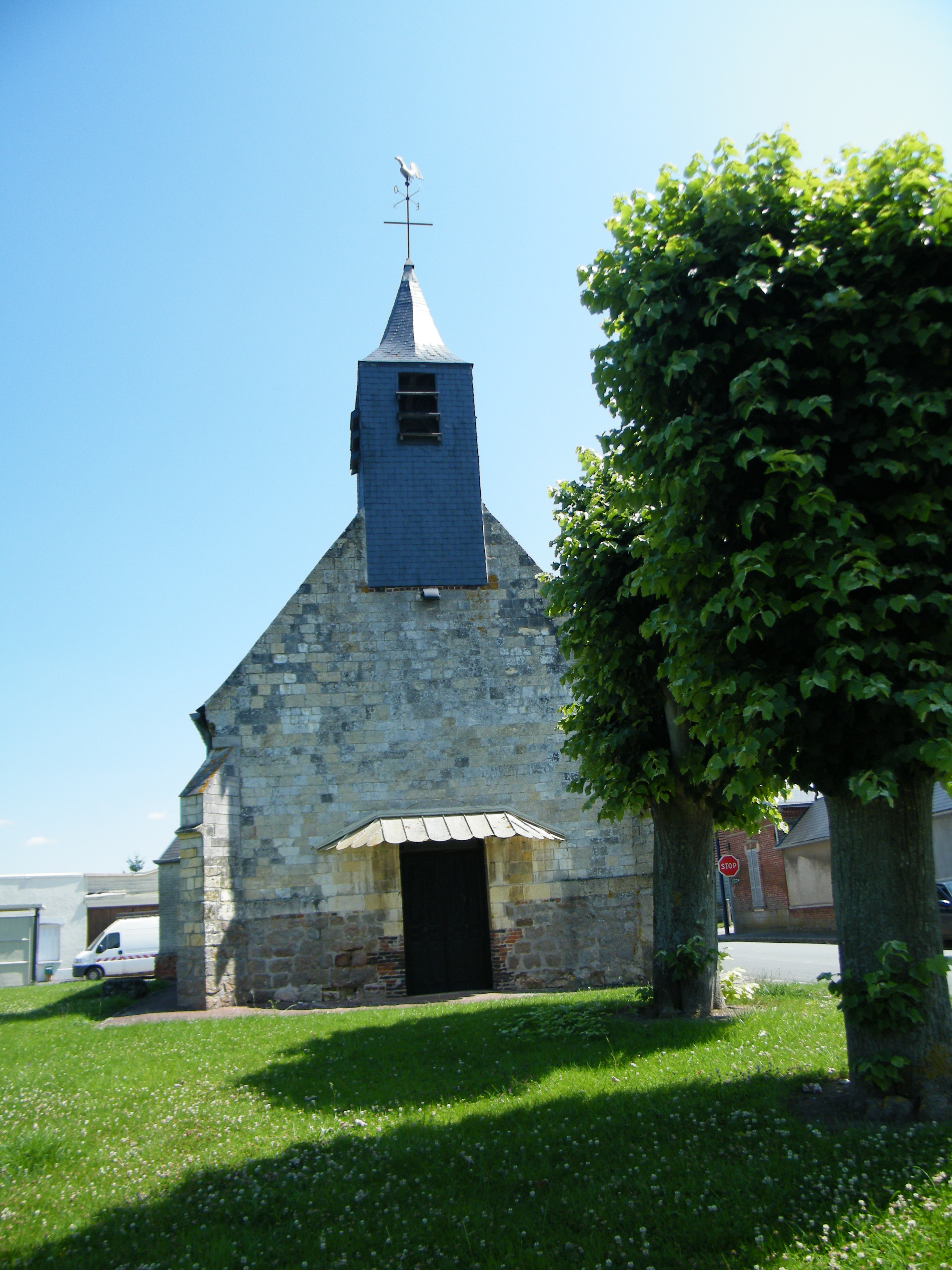

El 2007 hi havia 158 habitatges, 120 eren l'habitatge principal de la família, 36 eren segones residències i 2 estaven desocupats. Tots els 140 habitatges eren cases. Dels 120 habitatges principals, 105 estaven ocupats pels seus propietaris, 13 estaven llogats i ocupats pels llogaters i 2 estaven cedits a títol gratuït; 27 tenien tres cambres, 51 en tenien quatre i 42 en tenien cinc o més. 89 habitatges disposaven pel capbaix d'una plaça de pàrquing. A 61 habitatges hi havia un automòbil i a 42 n'hi havia dos o més.

### Piràmide de població
La piràmide de població per edats i sexe el 2009 era:
| Homes | Edats   | Dones |
| ----- | ------- | ----- |
| 0     | 95 o +  | 0     |
| 0     | 90 a 94 | 0     |
| 0     | 85 a 89 | 0     |
| 0     | 80 a 84 | 12    |
| 4     | 75 a 79 | 4     |
| 0     | 70 a 74 | 4     |
| 16    | 65 a 69 | 16    |
| 4     | 60 a 64 | 12    |
| 16    | 55 a 59 | 8     |
| 4     | 50 a 54 | 8     |
| 13    | 45 a 49 | 4     |
| 4     | 40 a 44 | 9     |
| 12    | 35 a 39 | 16    |
| 12    | 30 a 34 | 12    |
| 8     | 25 a 29 | 4     |
| 4     | 20 a 24 | 0     |
| 0     | 15 a 19 | 0     |
| 12    | 10 a 14 | 12    |
| 8     | 5 a 9   | 16    |
| 8     | 0 a 4   | 4     |

## Economia

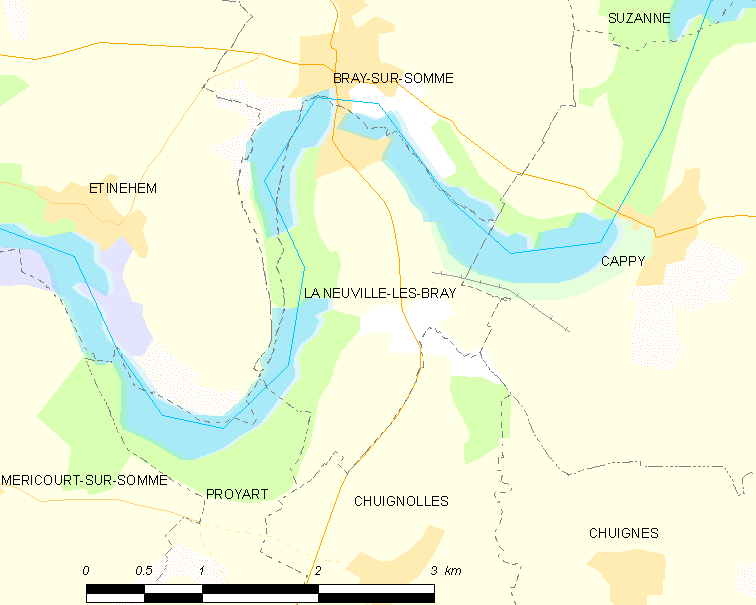

El 2007 la població en edat de treballar era de 171 persones, 119 eren actives i 52 eren inactives. De les 119 persones actives 109 estaven ocupades (59 homes i 50 dones) i 10 estaven aturades (3 homes i 7 dones). De les 52 persones inactives 19 estaven jubilades, 16 estaven estudiant i 17 estaven classificades com a «altres inactius».

### Ingressos
El 2009 a La Neuville-lès-Bray hi havia 125 unitats fiscals que integraven 291 persones, la mediana anual d'ingressos fiscals per persona era de 18.035 €.

### Activitats econòmiques
Dels 7 establiments que hi havia el 2007, 5 eren d'empreses de comerç i reparació d'automòbils, 1 d'una entitat de l'administració pública i 1 d'una empresa classificada com a «altres activitats de serveis».
L'any 2000 a La Neuville-lès-Bray hi havia 4 explotacions agrícoles.

## Poblacions més properes
El següent diagrama mostra les poblacions més properes.